# Scathophaga ochrocephala
Scathophaga ochrocephala är en tvåvingeart som först beskrevs av Gaspard Auguste Brullé 1833.  Scathophaga ochrocephala ingår i släktet Scathophaga och familjen kolvflugor.
Artens utbredningsområde är Grekland. Inga underarter finns listade i Catalogue of Life.